# Neville család
A Neville család a középkori Anglia egyik leggazdagabb és legősibb nemesi családja volt, amely fontos szereplője volt a rózsák háborújának. A család a trónért vetélkedő mindkét nagy házhoz, a Lancasterekhez és a Yorkokhoz is kötődött. Két yorki királyban is folyt Neville-vér: IV. Eduárdban és III. Richárdban.

## Vagyonosodás
A Neville-k már a 14. században is gazdagok voltak, de a 15. század első öt évtizedében hatalmas vagyonra tettek szert, főként házasságok révén. Ralph Neville, Westmorland első grófja Joan Beaufortot, Genti János lancasteri herceg lányát vette feleségül. Tizenkét gyerekük született, akiket ügyesen házasítottak ki, gyakran még gyerekkorukban. Richard Neville Alice Montagut vette feleségül, és révén megszerezte Salisbury grófi címét. 1450 és 1455 között öt Neville testvér és öt sógoruk volt tagja a Lordok Házának. Ráadásként Salisbury fia, Richard Neville hatéves korában elvette a kilencesztendős Anne Beauchamp-t, és általa megszerezte Warwick grófi címét, és a leggazdagabb angol gróf lett.

## Családfa
|                                              |                                              | Richard Beauchamp Warwick 13. grófja (1382–1439) | Richard Beauchamp Warwick 13. grófja (1382–1439) | Richard Beauchamp Warwick 13. grófja (1382–1439) | Richard Beauchamp Warwick 13. grófja (1382–1439) | Richard Beauchamp Warwick 13. grófja (1382–1439) | Richard Beauchamp Warwick 13. grófja (1382–1439) |                                                 |                                                 | Isabel Despenser (1400–1439)                    | Isabel Despenser (1400–1439)                    | Isabel Despenser (1400–1439)      | Isabel Despenser (1400–1439)      | Isabel Despenser (1400–1439)                   | Isabel Despenser (1400–1439)                   |                                                  |                                                  | Richard Neville Salisbury 5. grófja (1400–1460)  | Richard Neville Salisbury 5. grófja (1400–1460)  | Richard Neville Salisbury 5. grófja (1400–1460)  | Richard Neville Salisbury 5. grófja (1400–1460)  | Richard Neville Salisbury 5. grófja (1400–1460) | Richard Neville Salisbury 5. grófja (1400–1460) |                                                |                                                | Alice Montagu (cc. 1406–1462)                  | Alice Montagu (cc. 1406–1462)                  | Alice Montagu (cc. 1406–1462)           | Alice Montagu (cc. 1406–1462)           | Alice Montagu (cc. 1406–1462)         | Alice Montagu (cc. 1406–1462)         |                                       |                                       |                                       |                                       |                                             |                                             |                                             |                                             |                                             |                                             |                          |                          |                          |                          |  |  |  |  |  |  |
|                                              |                                              | Richard Beauchamp Warwick 13. grófja (1382–1439) | Richard Beauchamp Warwick 13. grófja (1382–1439) | Richard Beauchamp Warwick 13. grófja (1382–1439) | Richard Beauchamp Warwick 13. grófja (1382–1439) | Richard Beauchamp Warwick 13. grófja (1382–1439) | Richard Beauchamp Warwick 13. grófja (1382–1439) |                                                 |                                                 | Isabel Despenser (1400–1439)                    | Isabel Despenser (1400–1439)                    | Isabel Despenser (1400–1439)      | Isabel Despenser (1400–1439)      | Isabel Despenser (1400–1439)                   | Isabel Despenser (1400–1439)                   |                                                  |                                                  | Richard Neville Salisbury 5. grófja (1400–1460)  | Richard Neville Salisbury 5. grófja (1400–1460)  | Richard Neville Salisbury 5. grófja (1400–1460)  | Richard Neville Salisbury 5. grófja (1400–1460)  | Richard Neville Salisbury 5. grófja (1400–1460) | Richard Neville Salisbury 5. grófja (1400–1460) |                                                |                                                | Alice Montagu (cc. 1406–1462)                  | Alice Montagu (cc. 1406–1462)                  | Alice Montagu (cc. 1406–1462)           | Alice Montagu (cc. 1406–1462)           | Alice Montagu (cc. 1406–1462)         | Alice Montagu (cc. 1406–1462)         |                                       |                                       |                                       |                                       |                                             |                                             |                                             |                                             |                                             |                                             |                          |                          |                          |                          |  |  |  |  |  |  |
|                                              |                                              |                                                  |                                                  |                                                  |                                                  |                                                  |                                                  |                                                 |                                                 |                                                 |                                                 |                                   |                                   |                                                |                                                |                                                  |                                                  |                                                  |                                                  |                                                  |                                                  |                                                 |                                                 |                                                |                                                |                                                |                                                |                                         |                                         |                                       |                                       |                                       |                                       |                                       |                                       |                                             |                                             |                                             |                                             |                                             |                                             |                          |                          |                          |                          |  |  |  |  |  |  |
|                                              |                                              |                                                  |                                                  |                                                  |                                                  |                                                  |                                                  |                                                 |                                                 |                                                 |                                                 |                                   |                                   |                                                |                                                |                                                  |                                                  |                                                  |                                                  |                                                  |                                                  |                                                 |                                                 |                                                |                                                |                                                |                                                |                                         |                                         |                                       |                                       |                                       |                                       |                                       |                                       |                                             |                                             |                                             |                                             |                                             |                                             |                          |                          |                          |                          |  |  |  |  |  |  |
|                                              |                                              |                                                  |                                                  |                                                  |                                                  | Anne Beauchamp Warwick 16. grófnője (1426–1492)  | Anne Beauchamp Warwick 16. grófnője (1426–1492)  | Anne Beauchamp Warwick 16. grófnője (1426–1492) | Anne Beauchamp Warwick 16. grófnője (1426–1492) | Anne Beauchamp Warwick 16. grófnője (1426–1492) | Anne Beauchamp Warwick 16. grófnője (1426–1492) |                                   |                                   | Richard Neville Warwick 16. grófja (1428–1471) | Richard Neville Warwick 16. grófja (1428–1471) | Richard Neville Warwick 16. grófja (1428–1471)   | Richard Neville Warwick 16. grófja (1428–1471)   | Richard Neville Warwick 16. grófja (1428–1471)   | Richard Neville Warwick 16. grófja (1428–1471)   |                                                  |                                                  | John Neville Montagu 1. márkija (c. 1431–1471)  | John Neville Montagu 1. márkija (c. 1431–1471)  | John Neville Montagu 1. márkija (c. 1431–1471) | John Neville Montagu 1. márkija (c. 1431–1471) | John Neville Montagu 1. márkija (c. 1431–1471) | John Neville Montagu 1. márkija (c. 1431–1471) |                                         |                                         | George Neville York érsek (1432–1476) | George Neville York érsek (1432–1476) | George Neville York érsek (1432–1476) | George Neville York érsek (1432–1476) | George Neville York érsek (1432–1476) | George Neville York érsek (1432–1476) |                                             |                                             |                                             |                                             |                                             |                                             |                          |                          |                          |                          |  |  |  |  |  |  |
|                                              |                                              |                                                  |                                                  |                                                  |                                                  | Anne Beauchamp Warwick 16. grófnője (1426–1492)  | Anne Beauchamp Warwick 16. grófnője (1426–1492)  | Anne Beauchamp Warwick 16. grófnője (1426–1492) | Anne Beauchamp Warwick 16. grófnője (1426–1492) | Anne Beauchamp Warwick 16. grófnője (1426–1492) | Anne Beauchamp Warwick 16. grófnője (1426–1492) |                                   |                                   | Richard Neville Warwick 16. grófja (1428–1471) | Richard Neville Warwick 16. grófja (1428–1471) | Richard Neville Warwick 16. grófja (1428–1471)   | Richard Neville Warwick 16. grófja (1428–1471)   | Richard Neville Warwick 16. grófja (1428–1471)   | Richard Neville Warwick 16. grófja (1428–1471)   |                                                  |                                                  | John Neville Montagu 1. márkija (c. 1431–1471)  | John Neville Montagu 1. márkija (c. 1431–1471)  | John Neville Montagu 1. márkija (c. 1431–1471) | John Neville Montagu 1. márkija (c. 1431–1471) | John Neville Montagu 1. márkija (c. 1431–1471) | John Neville Montagu 1. márkija (c. 1431–1471) |                                         |                                         | George Neville York érsek (1432–1476) | George Neville York érsek (1432–1476) | George Neville York érsek (1432–1476) | George Neville York érsek (1432–1476) | George Neville York érsek (1432–1476) | George Neville York érsek (1432–1476) |                                             |                                             |                                             |                                             |                                             |                                             |                          |                          |                          |                          |  |  |  |  |  |  |
|                                              |                                              |                                                  |                                                  |                                                  |                                                  |                                                  |                                                  |                                                 |                                                 |                                                 |                                                 |                                   |                                   |                                                |                                                |                                                  |                                                  |                                                  |                                                  |                                                  |                                                  |                                                 |                                                 |                                                |                                                |                                                |                                                |                                         |                                         |                                       |                                       |                                       |                                       |                                       |                                       |                                             |                                             |                                             |                                             |                                             |                                             |                          |                          |                          |                          |  |  |  |  |  |  |
|                                              |                                              |                                                  |                                                  |                                                  |                                                  |                                                  |                                                  |                                                 |                                                 |                                                 |                                                 |                                   |                                   |                                                |                                                |                                                  |                                                  |                                                  |                                                  |                                                  |                                                  |                                                 |                                                 |                                                |                                                |                                                |                                                |                                         |                                         |                                       |                                       |                                       |                                       |                                       |                                       |                                             |                                             |                                             |                                             |                                             |                                             |                          |                          |                          |                          |  |  |  |  |  |  |
| Plantagenet Richárd York hercege (1411–1460) | Plantagenet Richárd York hercege (1411–1460) | Plantagenet Richárd York hercege (1411–1460)     | Plantagenet Richárd York hercege (1411–1460)     | Plantagenet Richárd York hercege (1411–1460)     | Plantagenet Richárd York hercege (1411–1460)     |                                                  |                                                  | Cecily Neville (1415–1495)                      | Cecily Neville (1415–1495)                      | Cecily Neville (1415–1495)                      | Cecily Neville (1415–1495)                      | Cecily Neville (1415–1495)        | Cecily Neville (1415–1495)        |                                                |                                                | Isabel Neville (1451–1476)                       | Isabel Neville (1451–1476)                       | Isabel Neville (1451–1476)                       | Isabel Neville (1451–1476)                       | Isabel Neville (1451–1476)                       | Isabel Neville (1451–1476)                       |                                                 |                                                 | Anne Neville (1456–1485)                       | Anne Neville (1456–1485)                       | Anne Neville (1456–1485)                       | Anne Neville (1456–1485)                       | Anne Neville (1456–1485)                | Anne Neville (1456–1485)                |                                       |                                       | VI. Henrik Anglia királya (1421–1471) | VI. Henrik Anglia királya (1421–1471) | VI. Henrik Anglia királya (1421–1471) | VI. Henrik Anglia királya (1421–1471) | VI. Henrik Anglia királya (1421–1471)       | VI. Henrik Anglia királya (1421–1471)       |                                             |                                             | Anjou Margit (1430–1482)                    | Anjou Margit (1430–1482)                    | Anjou Margit (1430–1482) | Anjou Margit (1430–1482) | Anjou Margit (1430–1482) | Anjou Margit (1430–1482) |  |  |  |  |  |  |
| Plantagenet Richárd York hercege (1411–1460) | Plantagenet Richárd York hercege (1411–1460) | Plantagenet Richárd York hercege (1411–1460)     | Plantagenet Richárd York hercege (1411–1460)     | Plantagenet Richárd York hercege (1411–1460)     | Plantagenet Richárd York hercege (1411–1460)     |                                                  |                                                  | Cecily Neville (1415–1495)                      | Cecily Neville (1415–1495)                      | Cecily Neville (1415–1495)                      | Cecily Neville (1415–1495)                      | Cecily Neville (1415–1495)        | Cecily Neville (1415–1495)        |                                                |                                                | Isabel Neville (1451–1476)                       | Isabel Neville (1451–1476)                       | Isabel Neville (1451–1476)                       | Isabel Neville (1451–1476)                       | Isabel Neville (1451–1476)                       | Isabel Neville (1451–1476)                       |                                                 |                                                 | Anne Neville (1456–1485)                       | Anne Neville (1456–1485)                       | Anne Neville (1456–1485)                       | Anne Neville (1456–1485)                       | Anne Neville (1456–1485)                | Anne Neville (1456–1485)                |                                       |                                       | VI. Henrik Anglia királya (1421–1471) | VI. Henrik Anglia királya (1421–1471) | VI. Henrik Anglia királya (1421–1471) | VI. Henrik Anglia királya (1421–1471) | VI. Henrik Anglia királya (1421–1471)       | VI. Henrik Anglia királya (1421–1471)       |                                             |                                             | Anjou Margit (1430–1482)                    | Anjou Margit (1430–1482)                    | Anjou Margit (1430–1482) | Anjou Margit (1430–1482) | Anjou Margit (1430–1482) | Anjou Margit (1430–1482) |  |  |  |  |  |  |
|                                              |                                              |                                                  |                                                  |                                                  |                                                  |                                                  |                                                  |                                                 |                                                 |                                                 |                                                 |                                   |                                   |                                                |                                                |                                                  |                                                  |                                                  |                                                  |                                                  |                                                  |                                                 |                                                 |                                                |                                                |                                                |                                                |                                         |                                         |                                       |                                       |                                       |                                       |                                       |                                       |                                             |                                             |                                             |                                             |                                             |                                             |                          |                          |                          |                          |  |  |  |  |  |  |
|                                              |                                              |                                                  |                                                  |                                                  |                                                  |                                                  |                                                  |                                                 |                                                 |                                                 |                                                 |                                   |                                   |                                                |                                                |                                                  |                                                  |                                                  |                                                  |                                                  |                                                  |                                                 |                                                 |                                                |                                                |                                                |                                                |                                         |                                         |                                       |                                       |                                       |                                       |                                       |                                       |                                             |                                             |                                             |                                             |                                             |                                             |                          |                          |                          |                          |  |  |  |  |  |  |
| IV. Eduárd Anglia királya (1442–1483)        | IV. Eduárd Anglia királya (1442–1483)        | IV. Eduárd Anglia királya (1442–1483)            | IV. Eduárd Anglia királya (1442–1483)            | IV. Eduárd Anglia királya (1442–1483)            | IV. Eduárd Anglia királya (1442–1483)            |                                                  |                                                  | Edmund Rutland grófja (1443–1460)               | Edmund Rutland grófja (1443–1460)               | Edmund Rutland grófja (1443–1460)               | Edmund Rutland grófja (1443–1460)               | Edmund Rutland grófja (1443–1460) | Edmund Rutland grófja (1443–1460) |                                                |                                                | Plantagenet György clarence-i herceg (1449–1478) | Plantagenet György clarence-i herceg (1449–1478) | Plantagenet György clarence-i herceg (1449–1478) | Plantagenet György clarence-i herceg (1449–1478) | Plantagenet György clarence-i herceg (1449–1478) | Plantagenet György clarence-i herceg (1449–1478) |                                                 |                                                 | III. Richárd Anglia királya (1452–1485)        | III. Richárd Anglia királya (1452–1485)        | III. Richárd Anglia királya (1452–1485)        | III. Richárd Anglia királya (1452–1485)        | III. Richárd Anglia királya (1452–1485) | III. Richárd Anglia királya (1452–1485) |                                       |                                       |                                       |                                       |                                       |                                       | Lancasteri Eduárd walesi herceg (1453–1471) | Lancasteri Eduárd walesi herceg (1453–1471) | Lancasteri Eduárd walesi herceg (1453–1471) | Lancasteri Eduárd walesi herceg (1453–1471) | Lancasteri Eduárd walesi herceg (1453–1471) | Lancasteri Eduárd walesi herceg (1453–1471) |                          |                          |                          |                          |  |  |  |  |  |  |

 * Az ábrán a szaggatott vonal a házastársakat, a normál vonalak a leszármazottakat jelölik. Anne Neville-nek (1456–1485) két férje volt. Az első Lancasteri Eduárd, majd III. Richárd. A zöld szín a York-, a rózsaszín a Lancaster-ház uralkodóját jelzi.
- John Neville,  Neville de Raby 3. bárója
  - Ralph Neville,  Westmorland 1. grófja, ~1364–1425
    - John Neville, Neville lordja ~1387–1420
      - Ralph Neville,  Westmorland 2. grófja ~1406–1484
      - John Neville, Neville báró ~1410–1461
        - Ralph Neville,  Westmorland 3. grófja
          - Ralph Neville, Neville lordja
            - Ralph Neville,  Westmorland 4. grófja
              - Henry Neville,  Westmorland 5. grófja
                -                   - Charles Neville,  Westmorland 6. grófja

      - Thomas Neville Brancepethből (kihalt ág)
        - Humphrey Neville Brancepethből ~1439–1469
        - Charles

    - Sir Ralph Neville, –1458
    - Richard Neville  Salisbury 5. grófja, 1400–1460
      - Richard Neville  Warwick 16. grófja , 1428–1471
      - John Neville  Montagu 1. márkija, 1431–1471
        - George Neville,  Bedford 1. hercege 1461–1483

      - George Neville, York érseke, 1432–1476
      - Thomas Neville, 1443–1460

    - Robert Neville, Durham püspöke –1475
    - William Neville  Kent 1. grófja, 1410–1463
      - Anthony Neville, Lord Grey
      - Thomas Neville,  Fauconberg vikomtja, (1429–1471)

    - John Neville (kb. 1406)
    - George Neville,  Latimer 1. bárója kb. 1407–1469
      - Sir Henry Neville (1437–1469)
        - Richard Neville,  Latimer 2. bárója
          - John Neville,  Latimer 3. bárója
            - John Neville,  Latimer 4. bárója

          - William Neville (költő)|William Neville
            - Richard Neville
              - Edmund Neville

  - H. Thomas Neville, ~1410
    - Cuthbert Neville, ~1411
    - Edward Neville,  Bergavenny 3. bárója, 1414–1476
      - Richard Nevill, 1439–1476
      - George Nevill,  Bergavenny 4. bárója, 1440–1492
        - George Nevill,  Bergavenny 5. bárója, 1469–1535
          - Henry Nevill,  Bergavenny 6. bárója, 1527–1587

        - Edward Neville, 1471–1538
          - Edward Nevill,  Bergavenny 7. bárója, 1526–1588
            - Edward Nevill,  Bergavenny 8. bárója, 1550–1622
              - Henry Nevill,  Bergavenny 9. bárója, 1580–1641
                - John Nevill,  Bergavenny 10. bárója, 1614–1662
                  - George Nevill,  Bergavenny 11. bárója, 1641–1666
                  - George Nevill,  Bergavenny 12. bárója, 1665–1695